# Marcorignan
Marcorignan település Franciaországban, Aude megyében. Lakosainak száma 1318 fő (2022. január 1.). Marcorignan Moussan, Narbonne, Névian, Raissac-d’Aude, Saint-Marcel-sur-Aude és Saint-Nazaire-d’Aude községekkel határos.

## Népesség
A település népessége az elmúlt években az alábbi módon változott:
| Lakosok száma | 548  | 767  | 954  | 1097 | 1213 | 1267 | 1300 | 1314 | 1309 | 1318 |
|               | 1968 | 1982 | 1990 | 2006 | 2013 | 2015 | 2017 | 2019 | 2020 | 2022 |